# Lista de atletas brasileiros nos Jogos Olímpicos de Verão de 1956
A lista a seguir discrimina os atletas brasileiros que participaram da Melbourne 1956, independentemente de terem logrado êxito na busca por medalhas.
Nos Jogos Olímpicos de Verão de 1956, os Jogos de número XVI, em Melbourne, na Austrália, o Brasil participou de sua sétima Olimpíada com 48 atletas, sendo 47 homens e 1 mulher, em 12 esportes: atletismo, basquetebol, boxe, ciclismo, saltos ornamentais, hipismo, pentatlo moderno, remo, vela, tiro esportivo, natação e levantamento de peso. O país conquistou apenas 1 medalha de ouro.
Subsedes:
O torneio de futebol ocorreu apenas na Cidade sede, mas as competições de "hipismo" acontecerem em Estocolmo. Por conta da legislação australiana da época sobre quarentena de animais, foi inviável que as provas de equitação acontecessem em Melbourne e o torneio foi realizado com 5 meses de antecedência dos Jogos na capital da Suécia. Os cavaleiros brasileiros, com destaque para Nelson Pessoa, disputaram as finais e chegaram à 10.ª colocação na prova de "saltos por equipe". Outras subsedes foram: Broadmeadows (ciclismo de estrada e pentatlo moderno); Port Phillip Bay (vela); Ballarat (canoagem e remo); Williamstown (tiro esportivo e pentatlo moderno); Laverton (tiro esportivo); St. Kilda (esgrima).
Mais uma vez o chefe da delegação brasileira foi Sylvio Padilha. A única medalha brasileira foi conquistada por Adhemar Ferreira da Silva no "salto triplo". Essa foi sua segunda medalha de ouro na modalidade. Ele se tornou o primeiro brasileiro a se sagrar bicampeão Olímpico e o terceiro medalhista múltiplo do Brasil, assumindo o topo do ranking e se juntando a Guilherme Paraense e Afrânio da Costa (vide seção "Multimedalhistas").
O atleta José Telles da Conceição, medalhista em Helsinque 1952, disputou sem êxito a prova do "salto em altura" e avançou às finais dos "200 metros rasos" terminando na 6.ª colocação.
A única brasileira a competir entre as mulheres foi a mergulhadora Mary Proença, nos "saltos ornamentais".
Ainda:
Na vela, os irmãos Ebling ficaram em 10.° na "classe sharpie"; no "basquete" a Seleção treinada agora por Mário Amâncio Duarte terminou em 6.° lugar; no tiro, Severino Moreira foi o 8.° colocado na prova da "carabina deitado 50 metros".
Abaixo segue a relação dos esportistas brasileiros participantes da Melbourne 1956 e da Estocolmo 1956.

## Atletismo
Masculino
Eventos de pista e de estrada
| Atleta | Modalidade          | Eliminatória | Eliminatória | Quartas de final | Quartas de final | Semifinal   | Semifinal   | Final       | Final     | Referência(s) |
| Atleta | Modalidade          | Resultado    | Colocação    | Resultado        | Colocação        | Resultado   | Colocação   | Resultado   | Colocação | Referência(s) |
| --- | ------------------- | ------------ | ------------ | ---------------- | ---------------- | ----------- | ----------- | ----------- | --------- | ------------- |
| João Pires Sobrinho | 100 m               | 11.00        | 3.°          | Não avançou      | Não avançou      | Não avançou | Não avançou | Não avançou | 34.°      | [ 8 ]         |
| João Pires Sobrinho | 200 m               | 21.60        | 3.°          | Não avançou      | Não avançou      | Não avançou | Não avançou | Não avançou | 29.°      | [ 9 ]         |
| Jorge de Barros | 100 m               | 10.90        | 4.°          | Não avançou      | Não avançou      | Não avançou | Não avançou | Não avançou | 38.°      | [ 10 ]        |
| Jorge de Barros | 200 m               | 22.20        | 2.° Q        | 23.70            | 5.°              | Não avançou | Não avançou | Não avançou | 20.°      | [ 11 ]        |
| José Telles da Conceição | 200 m               | 21.50        | 1.° Q        | 21.30            | 3.° Q            | 21.40       | 3.° Q       | 21.30       | 6.°       | [ 11 ]        |
| Ulisses dos Santos | 400 m com barreiras | 53.8         | 4.°          | _                | _                | Não avançou | Não avançou | Não avançou | 23.°      | [ 12 ]        |
| Ary Façanha de Sá João Pires Sobrinho Jorge Machado José Telles da Conceição Adhemar Ferreira da Silva (reserva) Ulisses dos Santos (reserva) | 4x100 m             | 41.60        | 3.° Q        | _                | _                | 43.80       | 6.°         | Não avançou | 11.°      | [ 13 ]        |

Eventos de campo
| Atleta                    | Modalidade         | Qualificação | Qualificação | Final       | Final     | Referência(s) |
| Atleta                    | Modalidade         | Resultado    | Colocação    | Resultado   | Colocação | Referência(s) |
| ------------------------- | ------------------ | ------------ | ------------ | ----------- | --------- | ------------- |
| José Telles da Conceição  | salto em altura    | 1.86         | 18.°         | Não avançou | =21.°     | [ 14 ]        |
| Ary Façanha de Sá         | salto em distância | 7.00         | 20.°         | Não avançou | 20.°      | [ 15 ]        |
| Adhemar Ferreira da Silva | salto triplo       | 15.15        | 11.° Q       | 16.35 OR    | 1.°       | [ 16 ]        |

## Basquetebol
Masculino
Primeira fase
Grupo D
| V |  | Brasil | 78–59 | CHL Chile |  |  |  |

| V |  | Brasil | 89–66 | AUS Austrália |  |  |  |

Colocação no grupo: 1.° Q
Tabela - Grupo D
| Equipe    | Jogos | Vitórias | Derrotas | Pontos pró | Pontos contra | Saldo de pontos | Pontuação |
| --------- | ----- | -------- | -------- | ---------- | ------------- | --------------- | --------- |
| Brasil    | 2     | 2        | 0        | 167        | 125           | +42             | 4         |
| Chile     | 2     | 1        | 1        | 137        | 134           | +3              | 2         |
| Austrália | 2     | 0        | 2        | 122        | 167           | -45             | 0         |

|  | Classificados para as quartas de final |
|  | Disputa de 9.° a 15.°                  |

Quartas de final
Grupo B
| D |  | URS União Soviética | 87–68 | Brasil |  |  |  |

| D |  | USA Estados Unidos | 113–51 | Brasil |  |  |  |

| D |  | BUL Bulgária | 82–73 | Brasil |  |  |  |

Colocação no grupo: 4.°
Tabela - Grupo B
| Equipe          | Jogos | Vitórias | Derrotas | Pontos pró | Pontos contra | Saldo de pontos | Pontuação |
| --------------- | ----- | -------- | -------- | ---------- | ------------- | --------------- | --------- |
| Estados Unidos  | 3     | 3        | 0        | 283        | 150           | +133            | 6         |
| União Soviética | 3     | 2        | 1        | 208        | 209           | -1              | 4         |
| Bulgária        | 3     | 1        | 2        | 182        | 224           | -42             | 2         |
| Brasil          | 3     | 0        | 3        | 192        | 282           | -90             | 0         |

|  | Classificados para a semifinal |
|  | Disputa de 5.° a 8.°           |

Torneio de 5.° a 8.°
| V |  | Brasil | 89–64 | CHL Chile |  |  |  |

Disputa do 5.° lugar
| D |  | BUL Bulgária | 64–52 | Brasil |  |  |  |

Colocação final: 6.°
Equipe:
Amaury Pasos
Angelim Bonfietti
Édson Bispo
Fausto Sucena
Jamil Gedeão
Jorge Olivieri
Mayr Facci
Nélson Couto Lisboa
Wilson Bombarda
Wlamir Marques
Zé Luiz de Azevedo
Zenny Algodão

Referência(s): 

## Boxe
Masculino
| Atleta          | Modalidade              | 1ª Rodada                 | 2ª Rodada             | Quartas de final             | Semifinais           | Final                | Final           | Referência(s) |
| Atleta          | Modalidade              | Adversário Resultado      | Adversário Resultado  | Adversário Resultado         | Adversário Resultado | Adversário Resultado | Colocação final | Referência(s) |
| --------------- | ----------------------- | ------------------------- | --------------------- | ---------------------------- | -------------------- | -------------------- | --------------- | ------------- |
| Éder Jofre      | peso galo               | Bye                       | BIR Thein Myint D PTS | CHL Claudio Barrientos D PTS | Não avançou          | Não avançou          | =5.°            | [ 18 ]        |
| Celestino Pinto | peso meio-médio-ligeiro | AUT Leopold Potesil D PTS | Não avançou           | Não avançou                  | Não avançou          | Não avançou          | =17.°           | [ 19 ]        |

## Ciclismo
Masculino
Pista
Contrarrelógio
| Atleta          | Modalidade        | Resultado | Colocação | Referência(s) |
| --------------- | ----------------- | --------- | --------- | ------------- |
| Anésio Argenton | 1000 m individual | 1:12.70   | 9.°       | [ 20 ]        |

Velocidade
| Atleta          | Modalidade        | Eliminatórias                                     | Repescagem                                      | Finais da Repescagem          | Quartas de final     | Semifinal            | Final                | Final     | Referência(s) |
| Atleta          | Modalidade        | Adversário Resultado                              | Adversário Resultado                            | Adversário Resultado          | Adversário Resultado | Adversário Resultado | Adversário Resultado | Colocação | Referência(s) |
| --------------- | ----------------- | ------------------------------------------------- | ----------------------------------------------- | ----------------------------- | -------------------- | -------------------- | -------------------- | --------- | ------------- |
| Anésio Argenton | 1000 m individual | URS Boris Romanov RSA Tommy Shardelow 12.40 3.° q | TTO Hylton Mitchell CAN Fred Markus 13.00 1.° Q | RSA Tommy Shardelow 12.60 2.° | Não avançou          | Não avançou          | Não avançou          | 10.°      | [ 21 ]        |

## Saltos ornamentais
Masculino
| Atleta           | Modalidade    | Preliminar | Preliminar | Final       | Final     | Referência(s) |
| Atleta           | Modalidade    | Resultado  | Colocação  | Resultado   | Colocação | Referência(s) |
| ---------------- | ------------- | ---------- | ---------- | ----------- | --------- | ------------- |
| Fernando Ribeiro | trampolim 3 m | 62.07      | 23.°       | Não avançou | 23.°      | [ 22 ]        |

Feminino
| Atleta       | Modalidade      | Preliminar | Preliminar | Final       | Final     | Referência(s) |
| Atleta       | Modalidade      | Resultado  | Colocação  | Resultado   | Colocação | Referência(s) |
| ------------ | --------------- | ---------- | ---------- | ----------- | --------- | ------------- |
| Mary Proença | plataforma 10 m | 36.71      | 17.°       | Não avançou | 17.°      | [ 23 ]        |

## Hipismo
Aberto
Concurso de saltos
| Atleta                                                                               | Cavalo                  | Modalidade        | Rodada 1              | Rodada 2              | Total                 | Referência(s) |
| Atleta                                                                               | Cavalo                  | Modalidade        | Penalidades Colocação | Penalidades Colocação | Penalidades Colocação | Referência(s) |
| ------------------------------------------------------------------------------------ | ----------------------- | ----------------- | --------------------- | --------------------- | --------------------- | ------------- |
| Nelson Pessoa Filho                                                                  | Relincho                | saltos individual | 32.00 =35.°           | 26.00 28.°            | 58.00 33.°            | [ 24 ]        |
| Eloy Massey Oliveira de Menezes                                                      | Biguaj                  | saltos individual | 56.25 47.°            | 28.75 31.°            | 85.00 41.°            | [ 24 ]        |
| Renyldo Pedro Guimarães Ferreira                                                     | Bibelot                 | saltos individual | 29.25 34.°            | 56.25 44.°            | 85.50 42.°            | [ 24 ]        |
| Eloy Massey Oliveira de Menezes Nelson Pessoa Filho Renyldo Pedro Guimarães Ferreira | Biguaj Relincho Bibelot | saltos equipe     | 117.50 11.°           | 111.00 10.°           | 228.50 10.°           | [ 25 ]        |

## Pentatlo moderno
Masculino
| Atleta                                     | Modalidade | Hipismo cross-country com obstáculos | Esgrima espada 1 toque | Tiro pistola rápida 25 m | Natação 300 m livre | Corrida cross-country 4000 m | Pontos perdidos | Colocação final | Referência(s) |
| Atleta                                     | Modalidade | Colocação                            | Colocação              | Colocação                | Colocação           | Colocação                    | Pontos perdidos | Colocação final | Referência(s) |
| ------------------------------------------ | ---------- | ------------------------------------ | ---------------------- | ------------------------ | ------------------- | ---------------------------- | --------------- | --------------- | ------------- |
| Sálvio Lemos                               | individual | Cavalo: desconhecido 21.°            | =26.°                  | =19.°                    | 25.°                | 30.°                         | 3286.00         | 27.°            | [ 26 ]        |
| Wenceslau Malta                            | individual | Cavalo: desconhecido 38.°            | =11.°                  | =19.°                    | 29.°                | 26.°                         | 3133.00         | 31.°            | [ 26 ]        |
| Nilo da Silva                              | individual | Cavalo: desconhecido 32.°            | DNS                    | DNS                      | DNS                 | DNS                          | DNF             | 37.°            | [ 26 ]        |
| Nilo da Silva Sálvio Lemos Wenceslau Malta | equipe     | Cavalos: desconhecidos 10.°          | DNS                    | DNS                      | DNS                 | DNS                          | DNF             | =9.°            | [ 27 ]        |

## Remo
Masculino
| Atleta                                                                                   | Modalidade | Eliminatórias | Eliminatórias | Repescagem | Repescagem | Semifinais  | Semifinais  | Final       | Final     | Referência(s) |
| Atleta                                                                                   | Modalidade | Resultado     | Colocação     | Resultado  | Colocação  | Resultado   | Colocação   | Resultado   | Colocação | Referência(s) |
| ---------------------------------------------------------------------------------------- | ---------- | ------------- | ------------- | ---------- | ---------- | ----------- | ----------- | ----------- | --------- | ------------- |
| André Richer José de Carvalho Filho Nelson Guarda Ruy Kopper Sylvio de Souza (timoneiro) | quatro com | 7:13.90       | 3.° R         | 7:25.70    | 2.°        | Não avançou | Não avançou | Não avançou | 10.°      | [ 28 ]        |

## Vela
Aberto
| Atleta                                         | Modalidade     | Regata              | Regata              | Regata              | Regata              | Regata              | Regata              | Regata                | Colocação final     | Referência(s) |
| Atleta                                         | Modalidade     | 1                   | 2                   | 3                   | 4                   | 5                   | 6                   | 7 (regata da medalha) | Colocação final     | Referência(s) |
| Atleta                                         | Modalidade     | Pontuação Colocação | Pontuação Colocação | Pontuação Colocação | Pontuação Colocação | Pontuação Colocação | Pontuação Colocação | Pontuação Colocação   | Pontuação Colocação | Referência(s) |
| ---------------------------------------------- | -------------- | ------------------- | ------------------- | ------------------- | ------------------- | ------------------- | ------------------- | --------------------- | ------------------- | ------------- |
| Joaquim Roderbourg                             | classe finn    | 198.00 16.°         | 361.00 11.°         | 0.00 DQ 20.°        | 256.00 14.°         | 448.00 9.°          | 0.00 DNF =19.°      | 256.00 14.°           | 1519.00 17.°        | [ 29 ]        |
| Alfredo Jorge Ebling Bercht Rolf Ebling Bercht | classe sharpie | 0.00 DNF =10.°      | 174.00 11.°         | 370.00 7.°          | 0.00 DNF =6.°       | 174.00 11.°         | 370.00 7.°          | 261.00 9.°            | 1349.00 10.°        | [ 30 ]        |

## Tiro esportivo
Masculino
| Atleta            | Modalidade               | Resultado | Colocação | Referência(s) |
| ----------------- | ------------------------ | --------- | --------- | ------------- |
| Pedro Simão       | pistola rápida 25 m      | 561.00    | 16.°      | [ 31 ]        |
| Adhaury Rocha     | pistola rápida 25 m      | 556.00    | 18.°      | [ 31 ]        |
| Milton Sobocinski | carabina 3 posições 50 m | 1115.00   | 33.°      | [ 32 ]        |
| Milton Sobocinski | carabina deitado 50 m    | 594.00    | 20.°      | [ 33 ]        |
| Severino Moreira  | carabina 3 posições 50 m | 1102.00   | 37.°      | [ 34 ]        |
| Severino Moreira  | carabina deitado 50 m    | 597.00    | 8.°       | [ 35 ]        |

## Natação
Masculino
| Atleta               | Modalidade   | Eliminatória | Eliminatória | Semifinal   | Semifinal   | Final       | Final     | Referência(s) |
| Atleta               | Modalidade   | Resultado    | Colocação    | Resultado   | Colocação   | Resultado   | Colocação | Referência(s) |
| -------------------- | ------------ | ------------ | ------------ | ----------- | ----------- | ----------- | --------- | ------------- |
| Haroldo Lara         | 100 m livre  | 59.90        | 4.°          | Não avançou | Não avançou | Não avançou | 25.°      | [ 36 ]        |
| Haroldo Lara         | 400 m livre  | DNS          | 6.°          | Não avançou | Não avançou | Não avançou | 33.°      | [ 37 ]        |
| Sylvio dos Santos    | 400 m livre  | 4:48.80      | 5.°          | Não avançou | Não avançou | Não avançou | 23.°      | [ 37 ]        |
| Sylvio dos Santos    | 1500 m livre | DNS          | 6.°          | Não avançou | Não avançou | Não avançou | =21.°     | [ 38 ]        |
| João Gonçalves Filho | 100 m costas | 1:07.90      | 5.°          | Não avançou | Não avançou | Não avançou | 20.°      | [ 39 ]        |
| Octávio Mobiglia     | 200 m peito  | DQ           | 6.°          | Não avançou | Não avançou | Não avançou | =17.°     | [ 40 ]        |

## Levantamento de peso
Masculino
| Atleta           | Modalidade                   | Pressão Militar | Pressão Militar | Arranco   | Arranco   | Arremesso | Arremesso | Total  | Colocação | Referência(s) |
| Atleta           | Modalidade                   | Resultado       | Colocação       | Resultado | Colocação | Resultado | Colocação | Total  | Colocação | Referência(s) |
| ---------------- | ---------------------------- | --------------- | --------------- | --------- | --------- | --------- | --------- | ------ | --------- | ------------- |
| Américo Ferreira | peso leve (até 67,50 kg)     | 102.50          | =15.°           | 97.50     | 17.°      | 135.00    | =10.°     | 335.00 | 14.°      | [ 41 ]        |
| Bruno Barabani   | peso meio-pesado (até 90 kg) | 110.00          | 15.°            | 112.50    | =10.°     | 145.00    | =11.°     | 367.50 | 12.°      | [ 42 ]        |

## Multimedalhistas
Nesta seção listam-se os atletas brasileiros detentores de pelo menos 2 pódios Olímpicos, desde as edições pregressas, até essa edição. A ordem de classificação se segue pelos seguintes critérios:
1. Maior número de medalhas de ouro;
2. Maior número de medalhas de prata;
3. Maior número de medalhas de bronze;
4. Conquista mais antiga;
5. Esporte ou modalidade mais antiga no programa Olímpico;
6. Ordem alfabética.

| Posição | Atleta                    | Esporte        | Ouro | Prata | Bronze | Jogos          | Medalha de ouro | Medalha de prata | Medalha de bronze | Total de medalhas |
| ------- | ------------------------- | -------------- | ---- | ----- | ------ | -------------- | --------------- | ---------------- | ----------------- | ----------------- |
| 1.°     | Adhemar Ferreira da Silva | Atletismo      | 2    | 0     | 0      | Helsinque 1952 | 1               | 0                | 0                 | 2                 |
| 1.°     | Adhemar Ferreira da Silva | Atletismo      | 2    | 0     | 0      | Melbourne 1956 | 1               | 0                | 0                 | 2                 |
| 2.°     | Guilherme Paraense        | Tiro esportivo | 1    | 0     | 1      | Antuérpia 1920 | 1               | 0                | 1                 | 2                 |
| 3.°     | Afrânio da Costa          | Tiro esportivo | 0    | 1     | 1      | Antuérpia 1920 | 0               | 1                | 1                 | 2                 |

## Medalhas
| Medalha | Atleta                    | Esporte   | Modalidade   | Data       |
| ------- | ------------------------- | --------- | ------------ | ---------- |
| Ouro    | Adhemar Ferreira da Silva | Atletismo | salto triplo | 27/11/1956 |

| Medalhas por esporte | Medalhas por esporte | Medalhas por esporte | Medalhas por esporte | Medalhas por esporte |
| Esporte              | Medalha de ouro      | Medalha de prata     | Medalha de bronze    | Total de medalhas    |
| -------------------- | -------------------- | -------------------- | -------------------- | -------------------- |
| Atletismo            | 1                    | 0                    | 0                    | 1                    |
| Total                | 1                    | 0                    | 0                    | 1                    |